# Безречный (Свердловская область)
Безречный — посёлок в Берёзовском муниципальном округе Свердловской области России. Ранее входил в состав Лосиного поссовета города Берёзовского.

## География
Посёлок Лосиный расположен посреди торфяных болот, в 25 километрах к северо-востоку от города Берёзовский. Есть подъездная автодорога к Режевскому тратку (поворот на Безречный в посёлке Лосином).
Посёлок Безречный включает восемь улиц: Железнодорожников, Новая, Профсоюзная, Революционная, Советская, Уральская, Фрунзе и Центральная, а также территорию 55 квартал Монетного лесничества.

## История
До 1966 года назывался посёлком Лосиным третим

## Население
| 2002 | 2010 |
| ---- | ---- |
| 138  | ↘110 |

Структура
По данным Всероссийской переписи населения 2002 года, русские составляли 90 % от общего числа жителей Безречного, татары — 10 %. По данным переписи населения 2010 года, в посёлке проживали 61 мужчина и 49 женщин.